# Neoechinorhynchus emyditoides
Neoechinorhynchus emyditoides är en hakmaskart som beskrevs av Fisher 1960. Neoechinorhynchus emyditoides ingår i släktet Neoechinorhynchus och familjen Neoechinorhynchidae. Inga underarter finns listade i Catalogue of Life.